# Rodzinka w Białym Domu
Rodzinka w Białym Domu (ang. The Brady Bunch in the White House) – amerykański film komediowy z 2002 roku w reżyserii Neala Israela.

## Opis fabuły
Bobby Brady (Max Morrow) znajduje los loteryjny o wartości 67 milionów dolarów. Jego ojciec Mike (Gary Cole) uważa, że trzeba znaleźć prawowitego właściciela. O poszukiwaniach robi się głośno w kraju. Prezydent USA, będąc pod wrażeniem ich postawy, proponuje Mike'owi stanowisko wiceprezydenta. Gdy głowa państwa musi ustąpić, Brady zajmuje jego miejsce. Cała rodzina przenosi się do Białego Domu.

## Obsada
- Max Morrow jako Bobby Brady
- Gary Cole jako Mike Brady, prezydent Stanów Zjednoczonych
- Shelley Long jako Carol Brady, wiceprezydent Stanów Zjednoczonych
- Tannis Burnett jako Alice Nelson
- Chad Doreck jako Greg Brady
- Autumn Reeser jako Marcia Brady
- Blake Foster jako Peter Brady
- Ashley Drane jako Jan Brady
- Sofia Vassilieva jako Cindy Brady

i inni